# Emarginea empyra
Emarginea empyra är en fjärilsart som beskrevs av Dyar 1910. Emarginea empyra ingår i släktet Emarginea och familjen nattflyn. Inga underarter finns listade i Catalogue of Life.